# Giorgi Turkia
Giorgi Turkia (georgisch გიორგი თურქია; * 17. Mai 1972) ist ein aus Georgien stammender Handballspieler.
Turkia spielte von 1997 bis 1999 bei  Vardar Vatrostalna Skopje, in der Spielzeit 2000/2001 beim Stralsunder HV, anschließend bei der HSG Mülheim-Kärlich/Bassenheim und seit 2001 bei Panellinios Athen.
Beim Stralsunder HV spielte Turkia in der 2. Handball-Bundesliga. Mit Skopje und Athen spielte er im Europapokal der Pokalsieger (1997/98, 1998/99, 2001/02) und mit Athen zudem in der EHF Champions League (2002/03, 2004/05), im EHF-Pokal (2003/04) und im EHF Challenge Cup (2005/06).

## Belege
1. ↑  www.sv-post-schwerin.de
2. ↑  www.eurohandball.com

| Personendaten    | Personendaten               |
| ---------------- | --------------------------- |
| NAME             | Turkia, Giorgi              |
| ALTERNATIVNAMEN  | თურქია, გიორგი (georgisch)  |
| KURZBESCHREIBUNG | georgischer Handballspieler |
| GEBURTSDATUM     | 17. Mai 1972                |